# Садэ
Садэ́ (кор. 사대, ханча 事大, «служение к старшему») — традиционная конфуцианская норма дипломатических отношений Китая с соседними государствами — Кореей, Японией, Вьетнамом.
Олицетворяет великодержавную китайскую политику, основу которой составляло презрительное отношение к малым государствам как к «низшим», «варварским». Вассалы должны были изъявлять покорность и платить дань. Вассальная зависимость не влекла за собой полной потери самостоятельности во внутренних делах, но в культурно-идеологической области господствовало философское и этико-политическое учение китайского философа Конфуция, культ которого стал неотделим от поклонения Поднебесной империи, её культуре, нравам, обычаям.